# Piovene Rocchette
Piovene Rocchette (pron.: Piovène, Piovene Rochete in veneto) è un comune italiano di 8 277 abitanti della provincia di Vicenza in Veneto. Fa parte dell'Unione montana Pasubio Alto Vicentino. 

## Geografia fisica
Piovene Rocchette è situata nell'Alto vicentino, con la parte più antica del comune addossata alle pendici del Monte Summano.
Data la posizione del paese, posto ai piedi del Summano, Piovene Rocchette è considerato comune di pianura, ma più della metà del suo territorio si estende in montagna. Piovene, infatti, occupa tutto il declivio a pascoli e a boschi che dalla cima del Summano scende al piano verso est; è di Piovene anche il versante nord del monte che, più aspro, accidentato e boscoso, affonda nell'Astico tra Rocchette e Meda.
La pianura, che sulla riva destra del fiume si apre sempre di più, è di natura alluvionale e glaciale, come testimoniano i grossi macigni arrotondati messi in luce durante la costruzione dell'autostrada. Il Summano, solcato da numerose valli, maggiormente incidenti a nord di Piovene, nonostante la sua forma a cono che fa pensare ad un'origine vulcanica, è di natura calcarea poggiante su piedistallo basaltico.
Il clima è mite e favorisce una ricca varietà di piante mediterranee tra cui l'ulivo. Situato nella parte più bassa, il paese presenta estati calde e afose e inverni freddi con temperature che vanno da 8 a -3 gradi
In tutti i boschi vi è il carpino, sulla cima del Summano insieme con il faggio, nella fascia inferiore insieme con la robinia, la roverella, l'orniello.

## Origini del nome
La denominazione originaria del comune era semplicemente "Piovene", nome che deriva probabilmente dalla ricchezza di acque (pluviae) che caratterizza il suo territorio. Altra ipotesi, formulata dallo storico vicentino Giovanni Mantese, è che il nome derivi da juvenum (come per Giavenale), con riferimento al dio Giove o agli juvenes, i giovani soldati romani dislocati nel vicino castrum.
Il secondo nome, "Rocchette", fu aggiunto con Regio Decreto del 19 ottobre 1933, vista l'importanza che aveva assunto la località così denominata, grazie agli stabilimenti dei Lanifici Rossi, della Stazione ferroviaria e delle Birrarie, probabilmente con riferimento a piccole fortificazioni di segnalazione, più che di difesa, esistenti in zona.

## Storia

### Epoca antica
D M
PAPIRIA·MA
      XIMA
LAETILIAE
MACRINE·MA
TRI·CARIS
ovvero
D[IS] M[ANIBUS]
PAPIRIA·MA
XIMA
LAETILIAE
MACRINE·MA
TRI·CARIS[SIMAE]
così tradotto:
Senza dubbio in questa zona vi furono insediamenti in epoca preistorica, come attestano le ricerche fatte a Castel Manduca nei primi anni del Novecento; in quegli anni venne messa in luce una significativa serie di reperti: resti di abitazioni ed oggetti per gli usi quotidiani (macine e pestelli, frammenti di vasi e ciotole, coltelli, raschietti e lame di pietra scheggiata).
Anche la successiva presenza romana è provata dal rinvenimento di numerose monete del II e I secolo a.C. in diverse località, ma specialmente nella zona delle Garziere e nella zona di Castel Manduca alle falde del Summano; altri reperti sono stati trovati durante gli scavi per la costruzione dell'autostrada della Valdastico.
Interessanti le lapidi ritrovate, in particolare quella sepolcrale della famiglia Papiria (I sec. d.C.) rinvenuta nel 1816, scavando le fondazioni del campanile, e attualmente murata nel muro frontale di recinzione della casa canonica. In essa si legge l'iscrizione funeraria, su lapide di epoca romana, di Papiria Massima dedicata alla madre Letilia Macrina; risale al periodo compreso tra il 69 e il 192 d.C. quando, probabilmente, Piovene era municipium romano. Altre lapidi - come quelle di Remmio Palemone - sono state rinvenute sul Summano.
In epoca tardo-romana il territorio di Piovene fu trasformato in Avamposto o Distaccamento militare (senza mura o bastioni difensivi) con funzione di difesa e controllo della Valle dell'Astico, sia allo sbocco che all'entrata; forse da qui partirono le azioni di rappresaglia contro il Bostel di Rotzo.

### Medioevo
Alla fine dell'epoca romana e per tutto l'Alto Medioevo, sulle strutture romane di difesa si innestarono i tre castelli medioevali: castel Manduca, castel Pelluca e castel della Rocchetta, definito dal Caldogno "inespugnabile", castelli che svolsero una funzione strategica nel controllo della Val d'Astico e del suo sbocco verso l'alta pianura vicentina.
Nel 917, insieme al territorio compreso tra l'Astico e il Brenta, anche quello di Piovene fu donato dall'imperatore Berengario al vescovo di Padova.
Nella seconda metà del XII secolo, quando il Comune di Vicenza espanse il suo potere su tutto il territorio, anche Piovene fu ad esso sottomessa; nel 1224 l'abitato si costituì in comunità rurale, dotandosi di statuti. Più tardi nel castel Manduca ebbero dimora gli Ezzelini; una parte di esso fu assegnato in dote da Ezzelino II il Monaco alla figlia Cunizza, sposa ai Conti di Breganze, che ancora nel 1666 conservavano qualche possedimento in loco.
Caduto Ezzelino III, il castello fu confiscato alla sorella Emilia dal Tribunale dell'Inquisizione e, subito dopo, il Comune di Vicenza se ne impossessò. Successivamente, Piovene continuò a seguire le sorti di Vicenza sotto la dominazione dei padovani, degli Scaligeri e dei Visconti.
Nel 1311 il comune di Piovene acquistò dalla città di Vicenza parte del monte Summano, fra cui quella porzione di terreno sulla cima del monte dove venne fabbricata l'abitazione dei frati. Qualche anno dopo, durante le lotte tra gli Scaligeri e i Padovani anche la villa di Piovene fu più volte saccheggiata.
Per lungo tempo il paese ebbe come signori i "da Piovene", che avevano come simbolo il leone uscente.
Verso la metà del Trecento, durante la dominazione scaligera, il territorio di Piovene e di Rocchette fu sottoposto, sotto l'aspetto amministrativo, al Vicariato civile di Schio e tale rimase sino alla fine del XVIII secolo.

### Epoca moderna
Nel gennaio 1494 vennero definiti sul Summano i confini dei comuni di Piovene, Santorso e Velo. A quel tempo Piovene figurava fra le ville del Vicariato di Schio.
Quindici anni dopo - nel 1509, durante la guerra della Lega di Cambrai - mille soldati dell'esercito di Massimiliano I d'Asburgo occuparono l'abitato, saccheggiandolo e distruggendolo in parte. Negli anni seguenti fu colpito dalla peste (1575-1578), che ritornò a più riprese anche nel secolo successivo (1630-1631), mietendo numerose vittime. Nel 1668 gli abitanti di Piovene erano 847, alla fine del 1700 erano 1507 e 219 le famiglie.

### Epoca contemporanea
Durante il Regno d'Italia del periodo napoleonico i comuni di Carrè e di Chiuppano furono aggregati a quello di Piovene. Nel 1813 gli abitati di Piovene e Cogollo vennero collegati da un nuovo ponte di pietra a una sola arcata, ponte Pilo, ideato dall'architetto Andrea Zordani di Cogollo; in precedenza sull'Astico esisteva un modesto ponte in legno, poggiante su due/tre pilastri in muratura presso località Calapi (Ca' Lapi o Casa dei Lappi, antichi proprietari dello stabile).
Dopo la sconfitta di Napoleone il territorio fu assoggettato al Regno Lombardo-Veneto, parte dell'Impero d'Austria, il quale rispetto al dominio francese risollevò un po' l'economia, ridusse il pagamento delle tasse e abolì la leva militare obbligatoria.
Nell'estate del 1866 - dopo la Terza guerra d'indipendenza cui parteciparono, nelle truppe austriache, anche 20 piovenesi - il Veneto venne annesso al Regno d'Italia.
Il 23 dicembre 1869 a Rocchette, frazione di Piovene, fu aperto il Lanificio Rossi e la richiesta di manodopera portò ad un aumento della popolazione della zona. Qui il 2 gennaio 1893 venne consegnata, a mezzo trasporto ferroviario, la prima automobile acquistata in Italia: la Peugeot Type 3 di Gaetano Rossi (figlio di Alessandro), allora direttore dei 4 stabilimenti Lanerossi di Rocchette. L'esemplare, numero 25 dei 64 prodotti, venne pagato 5552,20 franchi ed è tuttora conservato al Museo dell'automobile Carlo Biscaretti di Torino.
Durante il primo conflitto mondiale tutta la Valle dell'Astico fu zona di prima linea sul fronte di guerra, specialmente dopo la Strafexpedition del maggio 1916. La popolazione dovette abbandonare il paese ben due volte, nel luglio del 1916 e nel novembre del 1917, e furono accolte in Lombardia, Piemonte e Campania, mentre nel paese, che fu ripetutamente bombardato, si avvicendarono le truppe italiane: gravi danni subirono gli opifici Rossi e la Birreria Summano Zanella o Fabbrica Birra Real Summano del 1873. Nei punti strategici vennero fatti poderosi lavori di sbancamento per costruire piazzole, trincee e baraccamenti; in particolare le località "Castello di Meda" (in territorio comunale di Velo d'Astico) e "Sogno" furono sottoposte a colossali lavori di fortificazione, con chilometri di trincee scavate nella roccia e ricoveri dove i soldati potevano dormire, rifocillarsi e ripararsi in caso di bombardamento o di attacco. Il Monte Summano, con quanto rimaneva ancora in mano italiana dei Sette Comuni e delle Prealpi Vicentine, venne ad assumere importanza di primo piano per la difesa, come è testimoniato dalle numerose gallerie e manufatti ancor oggi visibili in molti punti. Anche la zona di pianura compresa fra il Summano e le Bregonze, porta aperta verso Vicenza, venne solcata da trincee fortificate (sulle rive alte del torrente Astico), da normali trincee, postazioni, camminamenti protetti da ripetute linee di fili spinati e collegati alle adiacenti difese delle Colline delle Bregonze.
Nel 1921 alla chiesa di Rocchette fu assegnato un sacerdote fisso e nel 1928 Rocchette divenne curazia, dipendente dalla parrocchia di Piovene, a sua volta dipendente dalla diocesi di Padova. Nel 1954 la curazia fu elevata a parrocchia intitolata a S. Giuseppe; nel 1960 fu benedetta la prima pietra di una nuova chiesa, consacrata nel 1970 e ristrutturata nel 2009.
Durante il secondo conflitto mondiale  Piovene Rocchette non subì sofferenze o danni di rilievo, a parte il serio danneggiamento del Ponte Pilo nella notte tra il 29 ed il 30 aprile 1945, operato delle truppe tedesche in ritirata attraverso la Valle dell'Astico, in direzione del Trentino. Precedentemente, nel primo pomeriggio del 2 gennaio 1945 alle ore 16:20, c'è stato un semplice mitragliamento della Stazione di Rocchette (frazione industriale del Comune), senza sgancio di bombe, da parte di due caccia-bombardieri statunitensi P47 Thunderbolt; aerei che appartenevano sicuramente allo stesso gruppo (questa volta in numero di 8) che eseguì la successiva incursione a Schio il giorno 14 febbraio successivo contro gli stabilimenti Lanerossi, causando la morte di 11 civili. Altri episodi di mitragliamenti sono avvenuti il 12 marzo 1945 contro «un biroccio trainato da cavallo», presso il confine con il territorio di Zanè, ed il 12 aprile successivo contro un veicolo di proprietà del Lanificio Rossi di Rocchette, in via Chiuppano, presso la Segheria Bernardi. 
Ci sono state delle schermaglie fra partigiani e i militi della GNR, delle Brigate Nere e della Xª Flottiglia MAS, subentrati alla Milizia della Strada, che aveva sede nello stabile delle Scuole Elementari sin dal 1944; un episodio significativo è quello dell'agguato serale del 23 novembre 1944, alle ore 20:00, contro due Ufficiali inferiori della GNR - i Sottotenenti diciannovenni Ivo Paciotti e Gianfranco Balzi, entrambi Morciano di Romagna (RN) - nell'allora Via Francesco Bernardi (oggi Via Grumello) di località Grumello; a seguito delle indagini da parte delle autorità locali, il fatto fu giudicato di natura passionale ad opera di forestieri estranei al paese, escludendo lo «sfondo politico-insurrezionale», e subito archiviato, tralasciando ogni forma di repressione.
Oltre al Ponte Pilo, ricostruito poi tra l'agosto 1946 e il giugno 1947, i tedeschi distrussero anche la Colonia Alpina comunale (detta Casina del Summano), ricostruita a 1200 metri s.l.m. nel 1937 dal locale Fascio di Combattimento, sulle rovine del Rifugio della Sezione Vicentina del CAI del 1889 andato distrutto durante la Grande Guerra, perché ritenuta covo e rifugio dei partigiani; nel 1944 le Scuole Elementari accolsero sia truppe tedesche che repubblichine della GNR, sostituite nel maggio del 1945 da una guarnigione britannica di Reparti Sudafricani. Non mancarono violenti atti di rappresaglia, come quello del 9 settembre 1944 nei pressi della Birreria Summano Zanella di Rocchette, dove vennero fucilati cinque giovani della Valle dell'Agno; altri 16 abitanti di via Levrena furono tenuti in ostaggio dai tedeschi per rappresaglia contro gli attacchi delle forze partigiane: con loro si aprirono la strada nella ritirata fino a Meda, dove vennero liberati. Ufficialmente, in Italia, i tedeschi si arresero con l'Atto di Capitolazione firmato il 29 aprile a Caserta - divulgato solo a partire dalle ore 14:00 del 2 maggio, che decretava la deposizione delle armi e la conseguente fine delle ostilità - ma, sul Monte Summano, le alture dell'Angelo restarono occupate fino al 1º maggio per l'esistenza del transito di gruppi ritardatari e sbandati, privi di collegamenti con il «grosso», che continuavano ad attraversare il territorio comunale, sfociando in brevi scontri a fuoco con i partigiani, fortunatamente solo con feriti e senza vittime da entrambe le parti.
Negli anni settanta venne costruita, da Vicenza fino a Piovene Rocchette, l'autostrada A31 della Valdastico; il progetto originario prevedeva anche l'estensione a nord, verso Trento, in collegamento con l'Autostrada del Brennero. Negli anni successivi però il Trentino ha continuato ad opporsi a questo prolungamento per vari motivi, anche ambientalisti.

## Monumenti e luoghi d'interesse

### Architetture religiose

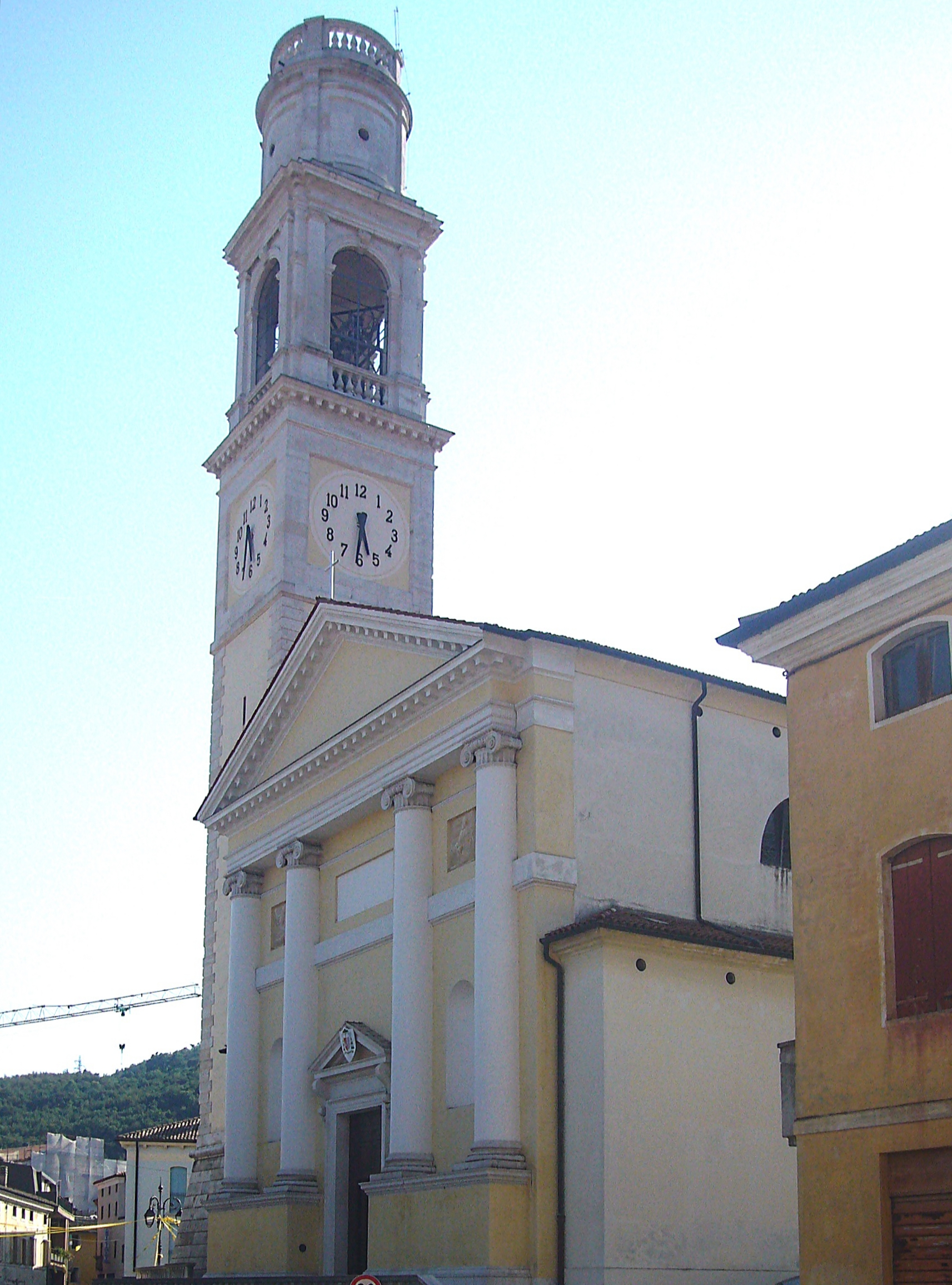
La chiesa parrocchiale di Santo Stefano Protomartire

Chiesa parrocchiale di Santo Stefano Protomartire, a Piovene
Secondo il Mantese anticamente era cappella della pieve di Santa Maria di Carrè; viene ricordata per la prima volta in un documento del 1262 e successivamente nel libro delle Rationes Decimarum del 1297: era retta da un prete e da un chierico, detto anche canonico.
Nel 1462 la chiesa aveva cinque altari e il campanile era munito di due campane; all'inizio del XIX secolo, come ricorda il Maccà, gli altari erano sette. Dopo varie ristrutturazioni fu consacrata nel 1746; altri lavori furono eseguiti nel 1767-68 e nella prima metà dell'800 risulta ingrandita e abbellita; era fiancheggiata da un modesto campanile; quello nuovo, in stile neoclassico come la chiesa, fu realizzato su progetto dell'architetto Antonio Diedo e subito considerato "uno dei più eleganti della provincia e della diocesi"; inaugurato nel 1825, ma completamente finito nel 1829. Durante l'occupazione tedesca della seconda guerra mondiale le campane vennero asportate, ma la guerra si concluse prima che venissero distrutte.
La chiesa conserva all'interno numerosi dipinti, tra cui il "Martirio di Santo Stefano", la "Apparizione di Cristo a San Tommaso" e il "Discorso di Santo Stefano nel Sinedrio".
La chiesa di Piovene custodisce da secoli il sepolcro del Beato Forziano, monaco e confessore nativo di Argentina (Strasburgo), oggi non più venerato come in passato ("gli furono però intitolate in paese una Via ed una Piazza con riferimento al suo nome").

Chiesa di San Giuseppe Sposo della B.V. Maria, a Rocchette
La prima chiesa fu istituita nel 1920, in un locale messo a disposizione dal Lanificio Rossi; divenne curazia nel 1928, parrocchia nel 1953; fu demolita nel 1959. La nuova chiesa, a pianta centrale, venne elevata in un'area di 1800 m² donati dall'Amministrazione della Lanerossi: fu consacrata nel 1970.
Chiesa della Natività di Maria Santissima, in frazione Grumello, aggregata all'abitato
La parrocchia è sorta nel 1980 e la chiesa fu inaugurata nel novembre 1981.
Chiesa dei Santi Vito, Modesto e Crescenzia (e/o anche di S. Rita), in Via della Libertà, una volta chiamata inizialmente Contrada della Villa o del Capitello, successivamente nominata Via Maggiore, Via Vittorio Emanuele III (dopo la Prima Guerra Mondiale), Via della Repubblica (1944-1945)
Di origine benedettina, come risulta evidente dal nome dei santi titolari, sorge vicina ad un vicolo "che anticamente era la strada del Summano". Nel 1262 figurava fra i beni che il comune di Vicenza possedeva a Piovene. Distrutta da una frana d'inondazione, fu rifabbricata da Antonio Piovene per adempiere alla volontà della moglie e consacrata dal vescovo Pietro Barozzi nel 1488. Ha un solo altare, dietro al quale sono dipinti i santi patroni.
Santuario della Beata Vergine dell'Angelo
Sulle falde del Summano, in amenissima posizione, è uno dei luoghi più cari ai piovenesi, meta di pellegrinaggio e di incontri anche della gente dei paesi circonvicini, che lassù soleva accorrere nei momenti di carestie e di pestilenza. Ricostruito nel 1488, riconsacrato dopo radicali lavori nel 1787, accolse l'antica statua lignea della Madonna del Summano.
Chiesa della Maternità di Maria Santissima, detta dell'Ospizio
Situata nella parte più antica del paese, edificata dai Frati o Padri Gerolimini o Gerolamini della Congregazione del Beato Pietro Gambacorta da Pisa, che con l'Ospizio vero e proprio (sede invernale del Convento) possedettero fino al 1777. Fu restaurata nel 1892; sull'altare vi è un'immagine in pietra della "Madonna della cintura". All'Ospizio erano soliti sostare i pellegrini che venivano da lontano e i padri Gerolimini che scendevano dal Summano per le provviste e le questue.
Chiesa della B.V. Immacolata di Lourdes, in via S. Eurosia
Benedetta l'11 febbraio 1911.

### Architetture civili
Villa Xilo
Costruita verso la metà dell'Ottocento in stile neoclassico. La facciata presenta un frontone triangolare, sotto il quale, al piano terreno, si apre un porticato il cui spazio è segnato da sei colonne tuscaniche con "capitelli vigorosi scolpiti forse da artigiani locali".
Villa Piovene Borriero
Raro esempio di architettura medioevale dell'Alto Vicentino, facente parte di un complesso trecentesco quasi completamente distrutto. Alcuni elementi del passato evidenziano l'eccezionale bellezza di questa costruzione che sorge non lontano dal palazzo delle opere parrocchiali, costruite nel dopoguerra sull'area ricavata sacrificando l'antica Villa dei Piovene.
Villa Jole o Dalle Carbonare

### Altro
Monte Summano

## Società

### Evoluzione demografica
Abitanti censiti

## Cultura

### Istruzione
A Piovene Rocchette vi sono due scuole dell'infanzia statali e una privata paritaria, due scuole primarie e una secondaria di primo grado statali.
Nel capoluogo vi è la Biblioteca civica, che fa parte della rete di biblioteche vicentine "Biblioinrete", insieme alla maggior parte della biblioteche appartenenti alla Rete Bibliotecaria Vicentina.

### Cori polifonici
In paese hanno sede i cori polifonici Coenobium Vocale con organico maschile diretto dalla maestra Maria Dal Bianco e l'Ensemble La Rose con organico femminile diretto dalla maestra Jose Borgo.
Associazioni
Ha sede la Civica Associazione Musicale C.A.M. Orchestra che conta 15 musicisti (fiati e sezione ritmica) diretti dal Maestro Gastone Bortoloso.

## Geografia antropica
Il nome del comune è composto da quelli delle due località principali, oggi difficilmente distinguibili visto che la recente espansione urbana ha portato alla formazione di un unico centro abitato senza discontinuità.
Piovene è il nucleo più importante sia dal punto di vista storico che demografico. Sede municipale, si posiziona grossomodo al centro del territorio, con la parte più antica addossata alle pendici orientali del monte Summano.
Rocchette è invece localizzata subito a nord-est, stretta fra la vecchia linea ferroviaria Rocchette-Asiago (oggi convertita in parte in percorso pedonale ed in parte ciclo-pedonale) e il torrente Astico. Fu una località marginale sino alla 1869, quando l'apertura di uno stabilimento della Lanerossi la rese uno dei poli industriali più importanti del Vicentino.
In tempi ancor più recenti si è aggiunto il Grumello, un quartiere sviluppatosi lungo la SP 350 presso il confine con Santorso.

## Economia
Come altri centri dell'Alto Vicentino - Arsiero, Schio e Valdagno - nella seconda metà dell'Ottocento Piovene passò rapidamente da un'economia di tipo esclusivamente agricolo a quella industriale, il che influì notevolmente sull'incremento demografico. L'inizio si ebbe nel 1868 quando Alessandro Rossi acquistò dal Comune "il diritto di un antico mulino da macina" sulla riva destra dell'Astico, cui seguì l'acquisto di una vasta area adiacente per costruire uno stabilimento tessile. La costruzione della diga e delle strutture murarie fu affidata alla "Società dei Lavaroni", muratori e carpentieri di Lavarone, cui si unì rapidamente altra manodopera, che raggiunse in breve le 500 unità.
Lo stabilimento per la filatura e la tintoria della lana pettinata venne inaugurato il 23 dicembre 1869, dopo due anni di lavoro: allora impiegava 500 dipendenti. Nel volgere di un triennio furono realizzati altri tre stabilimenti il Rocchette 2° per la tessitura, in territorio di Cogollo (abbandonato e trasferito a Schio dopo l'alluvione del 1966), il Rocchette 3° (costruito nel 1887-88 in seguito all'arrivo dell'elettricità) e quello di Ca' Lapi (sulla destra dell'Astico e abbandonato dopo i danni della I guerra mondiale). In sostanza, dopo un secolo dall'inizio dell'attività tutti gli stabilimenti sono stati chiusi e trasferiti altrove e buona parte dei piovenesi per lavorare deve portarsi nei paesi vicini.
Operano in paese alcune industrie nel settore del legno, dei marmi e della meccanica e laboratori artigianali per la lavorazione del ferro, del legno, della maglieria.
Ancora viva è la lavorazione della pietra, che conta una tradizione antichissima: in pietra di Piovene erano i capitelli compositi del romano Teatro Berga di Vicenza, come anche Palazzo Trissino di Vicenza, costruito con i lucidi marmi bianchi di Piovene. Lo stesso Andrea Palladio si servì di questa pietra per altri palazzi vicentini, dal bianco al verdone, dal rosso al grigio, ricordati dal Maccà con ampia descrizione. Egli ci fa anche sapere che verso la fine del Settecento le cave erano cinque e vi lavoravano diverse centinaia di operai, che con il loro lavoro "introducevano nel paese non poca soma di denaro".

## Infrastrutture e viabilità
Dopo la costruzione del viadotto "Sant'Agata" sull'Astico - che ha in gran parte assorbito il traffico di "ponte Pilo" verso Cogollo e Arsiero - da Piovene passa anche la Strada statale 350 di Folgaria e di Val d'Astico, che si distacca dalla vecchia strada per Velo-Arsiero, a nord del paese, subito dopo il nuovo stabilimento della Lanerossi.
Piovene-Rocchette è anche stazione terminale dell'Autostrada Valdastico (A31), con l'uscita in comune con Chiuppano.
Fino ad alcuni decenni fa Rocchette era un piccolo nodo ferroviario delle linee a scartamento ridotto che raggiungevano Arsiero, Asiago, Schio e Thiene. Caratteristico soprattutto il trenino a cremagliera "Rocchette-Cogollo-Canove-Asiago", che svolse la sua attività dal 4 dicembre 1909 al 31 luglio 1958 e che fu particolarmente prezioso per il rifornimento del fronte nei tragici giorni della Strafexpedition nel 1916. La stazione ferroviaria è stata demolita nel febbraio 1982 e l'area utilizzata come zona PEEP.
Il servizio giornaliero di autolinee è curato dalla Società Vicentina Trasporti (SVT).

## Amministrazione
| Periodo | Periodo   | Primo cittadino    | Partito                         | Carica  | Note |
| ------- | --------- | ------------------ | ------------------------------- | ------- | ---- |
| 1985    | 1995      | Ruggero Panozzo    | DC                              | Sindaco |      |
| 1995    | 1999      | Ruggero Panozzo    | Lista civica di centro-sinistra | Sindaco |      |
| 1999    | 2004      | Giancarlo Giordani | Lista civica di centro-sinistra | Sindaco |      |
| 2004    | 2014      | Maurizio Colman    | Lega Nord                       | Sindaco |      |
| 2014    | 2024      | Erminio Masero     | Lista civica di centro-destra   | Sindaco |      |
| 2024    | in carica | Renato Grotto      | Lista civica di centro-sinistra | Sindaco |      |

### Gemellaggi
Nel 2012 il comune di Piovene Rocchette ha aderito alla lista dei comuni gemellati con la fondazione "Città della Speranza".